# Aarão cromossomial-Y
Aarão Y-cromossomial é o hipotético ancestral patrilineal comum mais recente da casta judaica conhecida como Kohen, Cohen ou Kohane. Na Torá este ancestral é conhecido como Aarão, o irmão de Moisés.
A pesquisa científica original foi baseada na descoberta de que a maioria dos atuais judeus Kohanim compartilham um padrão de valores para 6 marcadores Y-STR, os quais os pesquisadores nomearam de Haplótipo Modal Cohen (CMH, em inglês). Entretanto, subsequentemente, tornou-se claro que este padrão de seis marcadores era espalhado em muitas comunidades onde os homens tinham cromossomos Y que caíam no haplogrupo J. Assim, o marcador CMH não era específico apenas aos Cohens, nem mesmo apenas a judeus, mas sim provinha das origens do haplogrupo J, cerca de 30,000 anos atrás.
No entanto, pesquisas mais recentes utilizando um número maior de marcadores Y-STR, com a finalidade de ganhar maior resolução para assinaturas genéticas específicas, indicam que cerca de metade do judeus Kohanim contemporâneos que compartilham o haplogrupo J1c3 do cromossomo Y parecem ser intimamente relacionados.